# ريتشارد سويت
ريتشارد سويت (بالإنجليزية: Richard Swett)‏ (و. 1957 – م) هو سياسي، ودبلوماسي من الولايات المتحدة الأمريكية .
وهو عضو في الحزب الديمقراطي الأمريكي .

## التعليم
تعلم في جامعة ييل.